# Шпагат
Шпагатът е физическо положение на тялото, при което краката се намират в права линия и противоположни посоки. Той може да бъде напречен (мъжки) и надлъжен (женски) и да се изпълнява на земята (на един или на два крака) или във въздуха.
При изпълнение на шпагат вътрешните части на бедрата на краката образуват ъгъл от 180 градуса. В отделни случаи шпагатът може да превишава 180°. За изпълнението му се изисква определена гъвкавост и загряване, за да не се скъсат мускулите.

## Приложение
Шпагати се правят с цел разтягане или в различни спортове и дейности, включително танци, фигурно пързаляне, бойни изкуства, синхронно плуване, чирлидинг, йога, спортна и художествена гимнастика.
В хата йога шпагата се изпълнява, като упражнения известни, като Хануманасана (женски шпагат) и Самаконасана (мъжки шпагат).

## Вариации
Има два основни типа шпагати:
- напречен (мъжки, страничен) шпагат – изпълнява се чрез поставяне на краката отляво и отдясно на торса.
- надлъжен (женски) шпагат – изпълнява се чрез поставяне на единия крак напред, а другия крак към задната част на торса.

Съществуват много вариации на формата и изпълнението на двата основни типа шпагати, включително:
- свръхшпагат, при който ъгълът между краката надвишава 180 градуса.
- окачен шпагат, при който тялото е статично и се поддържа само от краката.
- въздушен шпагат (скок със шпагат), при който шпагата се изпълнява след скок, докато тялото се намира все още във въздуха.
- стоящ шпагат (вертикален шпагат), при който линиите на краката са ориентирани вертикално.[1]
- преходен шпагат, при който се извършва преминаване от женски към мъжки шпагат на земя и след това към противоположен женски шпагат. При това краката не променят позицията си върху земята, а само се завъртат около надлъжната си ос.
- боен шпагат, който се употребява в бойните изкуства при нанасяне на удар с крак. Представлява шпагат, при който атакуващия крак се изнася напред и нагоре, а задния се завърта, така че вътрешният ръб на стъпалото да лежи на земята. В повечето случаи този шпагат представлява полушпагат, тъй като ъгълът, който се получава между краката е около 120 градуса.

## Проблеми
Често срещан проблем по време на изпълнение на страничен шпагат е болката в тазобедрените стави. Обикновено причината за това е, че шпагата се извършва неправилно. Друг често срещан проблем, срещан по време на шпагат, е болката в коленете.
При жени, които не са раждали е възможно шпагатът да причини болки във влагалището, сърбене, разширяване на влагалището и вагинални течения.

## Култура
Много от хората нямат необходимата гъвкавост за извършване на шпагат и по този начин смятат шпагата за неудобен или дори болезнен. Поради тази широко разпространена гледна точка, шпагатът се появява в пародийни филмови комедии и други аналогични форми на забавление.
Актьорът Жан-Клод Ван Дам е добре известен със способността си да прави окачен шпагат в няколко от филмите си, както и в известната реклама за марката Volvo Trucks през ноември 2013 г.
Професионалният борец Роб Ван Дам е изобретил „повдигането Ван Дам“, при което тежестта се вдига, докато тялото е в позиция на окачен шпагат. Други професионални борци като Мелина Перес, Сантино Марела и Рон Килингс също са допринесли за популяризирането на шпагата.
Момичетата от известната американска музикална група "Pussycat Dolls", Кимбърли Уайът и Кармит Бахар също се открояваха със своите вертикални шпагати.
Известна със своите шпагати е и бившият модел на Плейбой Карън Макдугал.